# ななめ45°
ななめ45°（ななめよんじゅうごど）は、ホリプロコムに所属する日本のお笑いトリオ。2000年結成。
トリオ名の由来は、45度はボールが一番よく飛んで打球が伸びる角度なので芸能界でも伸びるようにという思いから。略称「ななめ」。

## メンバー
- 岡安 章介（おかやす あきよし、1979年9月12日（45歳） - ）
ボケ担当[2]、立ち位置は一番左。
埼玉県桶川市出身[2]（東京都北区在住経験あり）、大宮市立大宮西高等学校（現・さいたま市立大宮国際中等教育学校）卒業[3]。
身長174cm、体重57kg（現在は72kg）。血液型A型。
趣味はDJ、乗り鉄、撮り鉄。特技は長距離・高崎線の駅名全部を7秒以内に言えること。
車掌・駅員のものまねが持ちネタで[4]、「タモリ電車クラブ」の会員No.0010[5]。
かつては大竹一樹（さまぁ〜ず）の運転手をしていた[2]。
劇団3numberに所属[6]。
2017年9月11日、木本夕貴（元SDN48）との結婚を発表[7]。
2020年12月16日、下咽頭がんのため治療中であることを公表した[8]。
2024年1月11日、木本夕貴との離婚を発表[9]。

- 土谷 隼人（つちや はやと、1979年8月18日（45歳） - ）
ツッコミ・リーダー[2]担当、立ち位置は真ん中。
埼玉県桶川市出身[2]、大東文化大学第一高等学校卒業[2]。
身長170cm、体重62kg。血液型B型。
趣味はDJ、ゲーム、marvel、釣り[4]。特技はラグビー、漫画を描くこと[4]。
実父が元刑事[10]。
『暮らしに役立つ!家電の学校』（BSジャパン）などでは「元電気屋芸人」を名乗る[11]。
ハロー!プロジェクトでは、上國料萌衣（アンジュルム）のファンを公言しているが「60TRY部」で無理やり、伊勢鈴蘭（アンジュルム）のファンとされてしまっている。中島早貴や小林萌花（BEYOOOOONDS）も好きと言っており、結局、誰が好きなのかがはっきりしていない。

- 下池 輝明（しもいけ てるあき、1979年8月2日（45歳） - ）
ボケ担当[2]、立ち位置は一番右。
埼玉県川口市出身[2]、大東文化大学第一高等学校卒業[12]。
身長178cm、体重87kg、血液型O型。
既婚者で二児（一男一女）の父親[13]。
趣味は手作りコーラ。特技は腕相撲、水泳、パチスロ、パチンコ。

## 芸風
- 主にコントで、岡安の車掌・駅員のまねを活かしたネタが代表的[2]。2005年4月に起こったJR福知山線脱線事故後、一時期車掌のまねは自粛していた。
- 上記の「車掌コント」以外で代表的なネタとして「三角関係シリーズ」がある。内容は土谷演じる様々な職業で働く男と下池演じる客が仲良く話している最中、以前まで下池を「客」として接していた岡安演じる土谷と同じ境遇で働く男が割り込んできて恋愛の如く泥沼の三角関係に発展していくコント。色恋沙汰の諍いでよく聞かれるような言葉を、演じる職業の中で使われる用語と絡めて巧い事を言っていくというのが基本的な流れである。「電気屋と客」「担任とその生徒と生徒の家庭教師」「シェフと店主」などのシリーズがある。
- ネタの最後に必ず土谷が「はい、ななめ45°」と両手を45°くらい傾けて上げるジェスチャーをして締める。片方の手を「4」、もう片方の手を「5」にしている[2]。
- ネタ作りは岡安と土谷が担当[14]。トリオという点を活かすことを考えながらネタ作りを心がけている。

## 逸話
- 3人とも埼玉県出身だが土谷と岡安は小・中学校の同級生で、土谷と下池は高校の同級生である[2]。岡安と下池は接点がなかった。
  - 土谷が岡安に『お笑いやろうぜ!』と持ちかける。持ちかけた土谷と承諾した岡安は、当初2人でコンビを組む予定であったが、それを土谷が下池に話したところ『俺もやりたい』と言い出して現在のトリオとなった。
- デビュー前は3人ともニートに近いフリーターであった[15]。
- 上記の通り車掌・駅員ネタを封印していた期間があった。2006年に入ると『タモリ倶楽部』（テレビ朝日）などで車掌キャラを徐々に再開するようになったが、何故か『爆笑オンエアバトル』（NHK総合）では2007年末まで車掌・駅員ネタを行わなかった[16][17]。
- 単独ライブ「TRIO DE CARNIVAL!」は、初開催となった2005年から毎年海の日に開催している。
- 2009年6月12日放送の『金曜サプライズ』（日本テレビ）で行われたネタバトル企画『N-1グランプリ』にて出場した9組の中から優勝、賞金30万円を獲得。
- 2010年12月6日配信の『バナナムーンGOLD』では自分たちがトリオということもあり、ジューシーズ（現在はサルゴリラ）・ジャングルポケット・鬼ヶ島など他のトリオは気になっているという。特にトリオでしかできない新しい設定ができたりすることに注目してしまうとのこと。
- 2011年1月、永沢たかし（磁石）が結成した芸歴10年前後の吹きだまり芸人によるユニット「FKD48」に加入。岡安が可愛い担当で担当カラーは藍色、土谷が熱血担当で担当カラーは黄土色、下池が天然担当で担当カラーは群青色となっている[18]。

## 賞レース
- 2008年 キングオブコント 2回戦進出
- 2009年 キングオブコント 準決勝進出
- 2010年 キングオブコント 準決勝進出
- 2011年 キングオブコント 準決勝進出
- 2012年 キングオブコント 準決勝進出
- 2013年 キングオブコント 準決勝進出
- 2013年 歌ネタ王決定戦 ファーストステージ3位・ファイナルステージ2位
- 2014年 キングオブコント 準決勝進出
- 2015年 キングオブコント 準決勝進出
- 2016年 キングオブコント 準決勝進出
- 2017年 キングオブコント 準々決勝進出
- 2018年 キングオブコント 準決勝進出
- 2019年 キングオブコント 準々決勝進出
- 2020年 キングオブコント 準々決勝進出
- 2023年 第2回G-1グランプリ 決勝進出

## 出演

### テレビ番組
- キャラ☆キング（2008年10月 - 、TOKYO MX・テレビ神奈川・京都放送・山陰放送・テレ朝チャンネル）
- 爆笑オンエアバトル（NHK総合）戦績14勝7敗 最高517KB
  - 2003年度（0勝1敗）
  - 2004年度（3勝0敗）
    - 第7回チャンピオン大会 セミファイナルAブロック10位

  - 2005年度（2勝3敗）
  - 2006年度（0勝2敗）
  - 2007年度（4勝0敗）
    - 第10回チャンピオン大会 セミファイナルAブロック9位

  - 2008年度（4勝1敗）
    - 第11回チャンピオン大会 セミファイナルAブロック5位・ファイナル6位

  - 2009年度（1勝0敗）
  - オンバトPREMIUM（2009年7月24日） 
    - 第12回チャンピオン大会 ファーストステージ6位
- オンバト+（NHK総合）戦績6勝1敗 最高501KB
  - 2010年度（4勝0敗）
    - 第1回チャンピオン大会 ファーストステージ3位・ファイナルステージ3位

  - 2011年度（2勝1敗）
  - 爆笑オンエアバトルでは初挑戦はオフエアだったが、2回目の挑戦となる2004年5月1日放送回で405KBとなり初オンエアを獲得。次の挑戦回である同年10月2日放送回で517KBを記録して初のトップ通過を果たした。その後出場中期では調子を落とし、連敗を経験するなど苦戦したが2007年5月4日放送回で485KBでトップ通過を果たし連敗を脱出、その後は再び調子を取り戻す。後継番組のオンバト+では初挑戦から無傷の6連勝を記録し好調だったが、2012年3月24日放送回で初のオフエアを記録。以降は番組に出場していない。
- エンタの神様（日本テレビ）キャッチコピーは「右肩上がりのグラフィティ」
- タモリ倶楽部（テレビ朝日）
- 笑いの金メダルjr. くりぃむ杯（テレビ朝日）
- お笑いDynamite!（TBSテレビ）キャッチコピーは「今日は電気屋コント」→「お笑い鉄道スリーナイン」
- 新春ゴールデンピンクカーペット（フジテレビ）キャッチコピーは「直角の真ん中」
- 爆笑レッドカーペット（フジテレビ）キャッチコピーは「発車します  ご乗車下さい」→「笑いを生み出す三角関係」

2008年5月28日の放送で、レッドカーペット賞受賞。
- リンカーン（TBSテレビ）
- Goroプレゼンツ マイ・フェア・レディ（TBSテレビ）
- 脳内エステ IQサプリ（フジテレビ） - 岡安のみ、電光掲示BaaaaN駅員ナレーション担当
- ラジかるッ（日本テレビ）
- イエヤス（中部日本放送）
- 笑殿（日本テレビ）
- 笑いの祭典 ゴールドステージ!!（日本テレビ）
- ジャイケルマクソン（毎日放送） - 芸人国勢調査に出演。
- タモリのボキャブラ天国 大復活祭スペシャル（2008年、フジテレビ）キャッチコピーは「電車男3両編成」
- ウンナン極限ネタバトル! ザ・イロモネア 笑わせたら100万円（TBSテレビ）

2008年8月9日の放送でゴールドラッシュ3週目をクリアしてイロモネア出場権を獲得。
- むちゃぶり!（2008年9月10日、TBSテレビ）
- THE THREE THEATER（2009年1月1日、フジテレビ）スペシャルゲストとしてシチュエーションコント「オフィス」で披露。
- 都立高校入試解答速報（2009年2月23日、TOKYO MX）
- 爆笑一番（秋田テレビ、2009年5月）
- 爆笑レッドシアター（2009年5月20日、フジテレビ）
- 金曜サプライズ（2009年6月12日、日本テレビ）
  - 第1回N-1グランプリ　優勝
- うまプロ!U-1グランプリ（フジテレビ）
- スピードワゴンのナマ出し（GyaO）
- 磁石のケータイハンター（2010年1月11日、テレビ神奈川） - 岡安のみ
- お笑いさぁ〜ん（2010年6月14日、日本テレビ）
- めざせ!会社の星「萌える!工場ツアー　鉄道ワールドを探検!」（2010年7月31日、NHK教育） - 岡安のみ
- 暮らしに役立つ!家電の学校（2011年10月 - BSジャパン） - 土谷のみ
- 主演 さまぁ〜ず 〜設定 美容室〜（2010年10月21日、日本テレビ）
- ななめ45°とドラゴンアットマークのオーマイガー（2011年4月 - 、千葉テレビ）
- ヤンヤンJUMP　（2011年5月14日、テレビ東京） - 岡安のみ
- ごごたま（テレビ埼玉）→月曜パーソナリティ（「てつお」→「てつろう」コーナー担当）
- 333　トリオさん（2012年4月、テレビ朝日）※ジューシーズと期間限定入れ替え
- 笑神様は突然に…（日本テレビ）→鉄道BIG4（岡安のみ）
- 鉄道勉強旅（2014年2月1日 - 、鉄道チャンネル） - 岡安のみ
- じわじわチャップリン（テレビ東京）
- そこそこチャップリン（テレビ東京）
- にちようチャップリン（テレビ東京）
- 中川家礼二の美食鉄道（2019年1月5日、TOKYO MX） - 岡安のみ
- 鉄オタ選手権
  - 『西武鉄道の陣』（NHK BSプレミアム、2019年5月22日・NHK総合、2020年2月11日） - 岡安のみ
  - 『東急電鉄の陣』（NHK BSプレミアム、2020年3月18日・NHK総合、2020年6月6日） - 岡安のみ
  - 『東京メトロの陣』（NHK BSプレミアム、2020年10月3日） - 岡安のみ
- 偽装不倫 第5話（2019年8月7日、日本テレビ）
- 『特別講義 笑いの哲学 〜コントで分析〜』（放送大学）
- ウマテツ！〜競馬と鉄道〜シーズン2（2019年11月7日・27日、京都放送・日本BS放送・サンテレビ・三重テレビ） - 岡安のみ

### テレビドラマ
- 土曜ワイド劇場「デパート仕掛け人!天王寺珠美の殺人推理4」（2010年10月16日、朝日放送） - 白石健人 役（岡安）
- 税務調査官・窓際太郎の事件簿21（2010年11月1日、TBSテレビ） - 佐々木信夫 役（岡安）
- イロドリヒムラ 第10話（2012年12月17日、TBSテレビ） - ビラ配り 役（岡安）
- ブラック・プレジデント 第10話（2014年6月11日、フジテレビ） - 鉄道オタクの合コン相手3人組 役
- ＃居酒屋新幹線2 第10話（2024年3月9日、チャンネル銀河） - 山崎 役（岡安）[19]

### ラジオ
- ななめ45°のオールナイトニッポンR（2008年8月23日、ニッポン放送） - オールナイトニッポンR スペシャルナイト枠
- NEVERMIND!!水曜日・ななめ45°のレディオdeカーニバル（2009年4月 - 、FM-FUJI） - レギュラー
- Bang!Bang! AQUA（ - 2009年3月、木更津エフエム）レギュラー
- 60TRY部（2014年9月30日 - 、アール・エフ・ラジオ日本、火曜〜木曜） - 土谷のみ

### 映画
- 探検隊の栄光（2015年10月16日公開、東宝） - 現地通訳・マゼラン 役（岡安）
- 愛のくだらない（2021年8月27日公開、「愛のくだらない」製作チーム） - 萩原慶 役（岡安）

### Web番組
- 風雲!たけし城（Amazon Prime Video、2023年4月21日 - ）
- 眞島秀和 生出演 最終回直前 MBS/TBSドラマ「#居酒屋新幹線2」ニコ生出張編【ゲスト 杉本琢弥 / MC 岡安章介】（2024年2月21日、ニコニコ生放送） - 岡安。ゲスト出演[20]

### 舞台
- ヨミガエラセ屋（2016年） - ジョン唐島 役（岡安）
- 太陽にほえたら…（2023年） - 岡安[21]

## DVD
- 「TRIO DE CARNIVAL!」（2005年10月19日）
- 「TRIO DE CARNIVAL! 〜セカンド・インパクト〜」（2007年4月27日）
- 「TRIO DE CARNIVAL! 〜サード・アタック〜」（2007年12月5日）
- 「トリオ・デ・カーニバル ACTION STATIONS!」（2008年12月17日）
- 「トリオ・デ・カーニバル Mr.BINGO」（2009年12月2日）